# David Cubedo
David Cubedo Echevarría, periodista español (Madrid, 20 de julio de 1915-Madrid, † 5 de diciembre de 1996).
Comenzó su actividad profesional en 1934 como locutor de EAQ Radiodifusión Ibero Americana, una emisora que transmitía para América Latina y que fue la predecesora de Radio Exterior de España. Tras la guerra civil española, en 1940, ingresa en Radio Nacional de España.
Entre las informaciones que le correspondió cubrir, se recuerdan la muerte de Eisenhower o el reportaje sobre el viaje de Eva Perón a España en 1947.
Fue también una de las voces habituales del No-Do en España. Pionero de la televisión en España, se incorpora a Televisión Española en la época de las emisiones en pruebas, y se convierte, junto a Jesús Álvarez García en el primer presentador del Telediario, además de Redactor-Jefe de los servicios informativos.
Permanece al frente de Telediario hasta 1970, aunque sigue ligado a TVE, presentando espacios como España pregunta y Desde cualquier rincón. Nombrado jefe del departamento de locución, permanece en el cargo hasta finales de la década de los setenta.
Permaneció en TVE hasta su jubilación, en 1984.
En 1963 recibió el Premio Antena de Oro, por su labor en televisión.